# Techmarscincus jigurru
Techmarscincus jigurru — вид сцинкоподібних ящірок родини сцинкових (Scincidae). Ендемік Австралії. Це єдиний представник монотипового роду Techmarscincus.

## Поширення і екологія
Techmarscincus jigurru мешкають на вершині гори Бартл-Фрір, найвищої вершини Квінсленду. Вони живуть серед гранітних валунів та в кам'янистих місцевостях у вологому тропічному лісі. Зустрічаються на висоті від 1400 до 1611 м над рівнем моря. Відкладають яйця.

## Збереження
МСОП класифікує цей вид як вразливий. Techmarscincus jigurru загрожують зміни клімату.